# Starokatolická farnost Pelhřimov
Starokatolická farnost Pelhřimov je farnost Starokatolické církve v České republice.
Farnost byla založena v roce 1999 (registrována 12. prosince 2001) a 17. října 1999 se zde konala první starokatolická bohoslužba. Prvním farářem se stal Grzegorz Zywczok.
Bohoslužby se konaly nejprve v modlitebně Českobratrské církve evangelické v Růžové ulici nebo v soukromí, nyní v pelhřimovském domově důchodců a příležitostně též v kostele svatého Víta.